# Theodor W. Adorno
Theodor Ludwig Wiesengrund Adorno (Francoforte sul Meno, 11 settembre 1903 – Visp, 6 agosto 1969) è stato un filosofo, sociologo, musicologo e compositore tedesco.
Fu esponente della Scuola di Francoforte e si distinse per una critica radicale alla società e al capitalismo avanzato. Oltre ai testi di carattere sociologico, nella sua opera sono presenti scritti inerenti alla morale e all'estetica, nonché studi critici sulla filosofia di Hegel, Husserl e Heidegger. Alla riflessione filosofico-sociologica affiancò per tutta la sua esistenza un'imponente attività musicologica.
Studente all'Università di Francoforte, l'amicizia personale con Max Horkheimer lo pose in contatto con l'Istituto di ricerche sociali di Francoforte sul Meno. L'avvento del nazismo lo costrinse all'esilio, prima a Oxford e, successivamente, negli Stati Uniti. Qui fu particolarmente impegnato in progetti sociologici all'avanguardia come il Radio Research Project e soprattutto nell'indagine sulla personalità autoritaria.
Ritornato in Germania nei primi anni cinquanta, le sue lezioni all'Università di Francoforte registrarono una crescente partecipazione, e si accresceva in Europa la fama del seminario da lui svolto con Max Horkheimer sulle tematiche hegeliane.

## Biografia
Adorno nacque a Francoforte sul Meno nel 1903, figlio unico di Oscar Alexander Wiesengrund (1870-1946), un benestante commerciante di vini tedesco di origine ebraica, convertitosi alla religione protestante da ragazzo, e di Maria Calvelli-Adorno della Piana (1865-1952), cantante lirica e pianista còrsa, devotamente cattolica. Nel 1921 si iscrive all'Università di Francoforte, seguendo i corsi di filosofia, sociologia, psicologia e musica. Conosce Max Horkheimer, Friedrich Pollock e Walter Benjamin. Dopo soli tre anni presenta una «Promotion» sulla Fenomenologia di Husserl. Negli anni 1925-1926 si trasferisce a Vienna dove conosce Arnold Schönberg e studia composizione privatamente con Alban Berg. A Francoforte, fra il 1928 e il 1932, prende contatto con l'Istituto per la ricerca sociale, allora diretto da Carl Grünberg, storico del movimento operaio. A Berlino frequenta circoli marxisti conoscendo Ernst Bloch, Bertolt Brecht e Kurt Weill. Nel 1931 consegue l'abilitazione all'insegnamento con il saggio Kierkegaard. La costruzione dell'estetico. Dopo la nomina di Hitler a cancelliere nel 1933, l'Istituto viene chiuso e Adorno privato della venia docendi. Fra il 1934 e il 1939, per ragioni di sicurezza, assume il cognome non ebreo della madre e pubblica sulla Zeitschrift für Sozialforschung il saggio Sul jazz e quello intitolato Il carattere di feticcio in musica e il regresso dell'ascolto. Nel 1937 sposa Margarete Karplus. Si trasferisce negli anni 1938-1940 a New York, dove collabora con l'Istituto per la ricerca sociale. Con Paul Lazarsfeld assume la direzione del Princeton Radio Research Project. Nel 1941 raggiunge Max Horkheimer a Los Angeles, collaborando con quest'ultimo alla stesura di Dialettica dell'illuminismo. Fra il 1942 e il 1949 scrive Filosofia della musica moderna e Minima moralia. Inizia la collaborazione col «Berkeley Project on the Nature and Extent of Antisemitism» curandone il primo volume intitolato La personalità autoritaria. Ritorna a Francoforte nel 1949, dopo la ricostruzione dell'Istituto per la ricerca sociale, la cui direzione viene data a Max Horkheimer. Molti dei membri di origine ebraica, tra cui Herbert Marcuse, Leo Löwenthal, Erich Fromm, rifiutano tuttavia di far ritorno in Germania. Adorno riceve la cattedra di sociologia e filosofia. Nel corso degli anni sessanta pubblica una serie di monografie filosofiche e musicali e i tre volumi di Note sulla letteratura. Nel 1966 pubblica Dialettica negativa. Nel 1969 si rivolge alla polizia perché sgombri un'occupazione nei locali dell'Istituto per la ricerca sociale, di cui è direttore. Per tutto il semestre le lezioni sono interrotte da occupazioni e disordini. Il 6 agosto dello stesso anno, durante un viaggio in Svizzera, Adorno muore a Visp per un attacco cardiaco.

## La critica della società
Come Max Horkheimer e Herbert Marcuse, Adorno ha condotto una rigorosa critica della società borghese su basi hegeliane e marxiste, tenendo ampiamente conto degli apporti forniti dalla psicoanalisi freudiana. A suo avviso, con il passaggio al capitalismo monopolistico (o ai sistemi collettivistici socialisti), le relazioni interumane si riducono a pura apparenza; la vita individuale diviene pura funzione delle forze oggettive che governano la società di massa; la sfera individuale si riduce all'ambito fittizio del consumo. In tale radicale condizione, la produzione dell'alienazione si manifesta in quanto struttura e sovrastruttura risultano intrecciate in una connessione di accecamento sociale. La condizione umana, mediata dall'ideologia in questo sistema sociale diviene quella dell'alienazione individuale e della disumanizzazione dei rapporti sociali. La cultura si riduce a industria culturale — una categoria "inventata" da Adorno e Horkheimer nel libro La dialettica dell'illuminismo —, la scienza è a servizio del profitto, diventa cioè strumento di dominio sulle cose e sugli uomini. Di qui la critica condotta al neopositivismo come filosofia dell'asservimento della cultura alla tecnica e all'affermazione della filosofia come pensiero dialettico, che lo conducono a una interpretazione del marxismo in chiave anti-idealistica e anti-teleologica.

## La musicologia
Pianista dilettante, Adorno fu anche compositore e allievo di Alban Berg a Vienna. Oltre alla famosa Filosofia della musica moderna, in cui contrappone dialetticamente Schönberg a Stravinskij, sono presenti nella sua produzione critica monografie su Wagner, Mahler e Berg stesso. Durante gli anni passati in America ebbe la possibilità di collaborare alle sezioni musicali del romanzo di Thomas Mann Doctor Faustus, le cui musiche sono per molti versi vere e proprie composizioni adorniane, come interamente tratte da saggi musicologici adorniani sono le lezioni, nel romanzo attribuite al musicologo Hermann Kretzschmar. 

## La fortuna
Negli anni sessanta del secolo scorso si ebbe una riscoperta di opere di Adorno come Minima moralia del 1951, Dialettica dell'illuminismo (1947) o Dialettica negativa (1966), legata al fatto che da esse trasse ispirazione parte della "nuova sinistra", soprattutto in Germania e negli Stati Uniti; ma opere come Filosofia della Musica Moderna (1949) e La personalità autoritaria (1950) sono da anni riconosciuti nel campi della musicologia e della sociologia. Studi sulla sua filosofia vengono tuttora pubblicati regolarmente.

## Dialettica negativa

### Struttura del testo
Parte prima. Rapporto con l'ontologia
- I. Il bisogno ontologico
- II. Essere ed esistenza

Parte seconda. Dialettica negativa. Concetto e categorie
Parte terza. Modelli
- I. Libertà. Per la metacritica della ragion pratica
- II. Spirito del mondo e storia naturale. Excursus su Hegel
- III: Meditazioni sulla metafisica

### Contenuto
La prima parte dell'opera ("Rapporto con l'ontologia") è dedicata alla discussione della filosofia di Heidegger; la seconda parte ("Dialettica negativa. Concetto e categorie") propone la visione adorniana della dialettica in un serrato confronto con Hegel; la terza parte ("Modelli") consiste soprattutto in una discussione delle posizioni di Kant e di Hegel e del concetto di metafisica.
Mentre in Dialettica dell'illuminismo Adorno sostiene la difesa dell'individuo contro il totalitarismo del sistema sociale, in Dialettica negativa la critica si sposta sul piano logico, nella difesa del particolare contro l'universale.
(Carlo Alberto Donolo, presentazione dell'edizione Einaudi del 1970.)

## Scritti

### Saggi filosofici e sociologici
- Kierkegaard. Konstruktion des Ästhetischen, Tübingen, 1933; trad. it. di A. Burger Cori Kierkegaard. La costruzione dell'estetico, Longanesi, Milano, 1962.
- Dialektik der Aufklärung (o Dialettica dell'illuminismo) (con Max Horkheimer), Querido Verlag, Amsterdam 1947; trad. it. di Renato Solmi, introduzione di Carlo Galli, Einaudi, Torino 1997 (prima ed. Einaudi, Torino, 1966).
- Minima moralia. Reflexionen aus dem beschädigten Leben. Suhrkamp, Frankfurt am Main 1951; trad. it. di Renato Solmi, Minima moralia. Meditazioni della vita offesa, Einaudi, Torino 1994.
- Zur Metakritik der Erkenntnistheorie. Studien über Husserl und die phänomenologischen Antinomien, Kohlhammer, Stuttgart 1956; trad. it. di A. Burger Cori, Sulla metacritica della gnoseologia: studi su Husserl e sulle antinomie della fenomenologia, SugarCo, Milano 1964.
- Theorie der Halbbildung, 1959; trad. it. A. M. Solmi, Teoria dell'Halbbildung, trad. it. A. M. Solmi, Teoria dell'Halbbildung, postfazione di Giancarla Sola, Il Melangolo, Genova, 2010.
- Drei Studien zu Hegel, Suhrkamp, Frankfurt am Main 1963; trad. it. di F. Serra, Tre studi su Hegel, Il Mulino, Bologna 1971.
- Negative Dialektik, Suhrkamp, Frankfurt am Main 1966, trad. it. di P. Lauro, Dialettica negativa, introduzione e cura di S. Petrucciani, Einaudi, Torino 2004.
- Komposition für den Film (con Hanns Eisler), München 1969; trad. it. Newton Compton Editori 1975, prefazione di Massimo Mila.
- Stichworte. Kritische Modelle, Frankfurt am Main 1969; trad. it. di M. Agati, Parole chiave. Modelli critici, saggio introduttivo di Tito Perlini, SugarCo, Milano 1969.
- Ästhetische Theorie, Suhrkamp, Frankfurt am Main 1970; trad. it. di E. de Angelis Teoria Estetica, Einaudi, Torino 1975.
- Jargon der Eigentlichkeit. Zur deutschen Ideologie, Suhrkamp, Frankfurt am Main 1970; trad. it. di P. Lauro Il gergo dell'autenticità. Sull'ideologia tedesca, introduzione di R. Bodei, Bollati Boringhieri, Torino 1989.
- Philosophische Terminologie, Suhrkamp Verlag, Frankfurt am Main 1973; trad. it. di Anna Solmi Terminologia filosofica, prefazione di Stefano Petrucciani, Ed. Mondolibri-Mondadori, Milano 2008.
- The Authoritarian Personality (con Frenkel-Brunswik E., Levinson D. J. e Sanford R.M.), New York: Harper 1950. Trad. it: Adorno, Frenkel-Brunswik et al. La personalità autoritaria, introduzione di Giovanni Jervis, Edizioni di Comunità, Milano 1973 (due volumi).
- Il nulla positivo. Gli scritti su Beckett, a cura di Gabriele Frasca, L'orma editore, Roma 2019, ISBN 978-88-997-9365-4.

### Musicologia
- Filosofia della musica moderna (1949)
- Dissonanze (1956) [originale: Dissonanzen. Musik in der verwalteten Welt. Göttingen 1956]
- Wagner (1952)
- Klangfiguren
- Mahler (1960)
- Introduzione alla sociologia della musica (1962)
- Il fido maestro sostituto (1963)
- Momenti musicali (1964)
- Impromptus (1968)
- Berg (1968)

### Pubblicazioni postume
- Teoria Estetica (1970)
- Le stelle sulla terra e altri saggi sull'irrazionale nella cultura (1975)
- Beethoven. Filosofia della musica (1993)
- La tecnica psicologica degli indirizzi radio di Martin Luther Thomas (2000)
- La "Critica della passion pura" di Kant (2002)
- Il corso della musica (2006)
- Long play e altri volteggi della puntina, traduzione italiana a cura di Massimo Carboni, Castelvecchi editore (2012)

## Composizioni musicali
- Für Sebastian Wedler (1919)
- 6 Studies for string quartet (1920)
- Piano piece (1921)
- String quartet (1921)
- 3 stories by Theodor Däubler for female chorus (1923–1945)
- 2 Pieces for string quartet, Op. 2 (1925/26)
- 7 short works for orchestra, Op.4 (1929)
- 3 Short Pieces for piano (1934)
- 2 songs for voice & orchestra after Mark Twain's "Indian Joe"  (1932/33)
- Kinderjahr – Six Piano pieces from op. 68 of Robert Schumann (1941)